# Bekir Refet Teker
Bekir Refet Teker (22 de maig de 1899 - 5 d'abril de 1977) fou un futbolista turc de la dècada de 1920.
Fou 3 cops internacional amb la selecció turca amb la qual disputà els Jocs Olímpics de 1924 i 1928. Pel que fa a clubs, defensà els colors de Fenerbahçe SK i Karlsruhe a Alemanya.

## Gols internacionals
| 1.                   | 25 de maig de 1924 | Stade Bergeyre, París, França            | Txecoslovàquia | 5-2 | Derrota | Jocs Olímpics 1924 |
| 2.                   | 25 de maig de 1924 | Stade Bergeyre, París, França            | Txecoslovàquia | 5-2 | Derrota | Jocs Olímpics 1924 |
| 3.                   | 28 de maig de 1928 | Estadi Olímpic, Amsterdam, Països Baixos | Egipte         | 1-7 | Derrota | Jocs Olímpics 1928 |
| A data 13 gener 2013 |                    |                                          |                |     |         |                    |